# Bujaczy Wierch

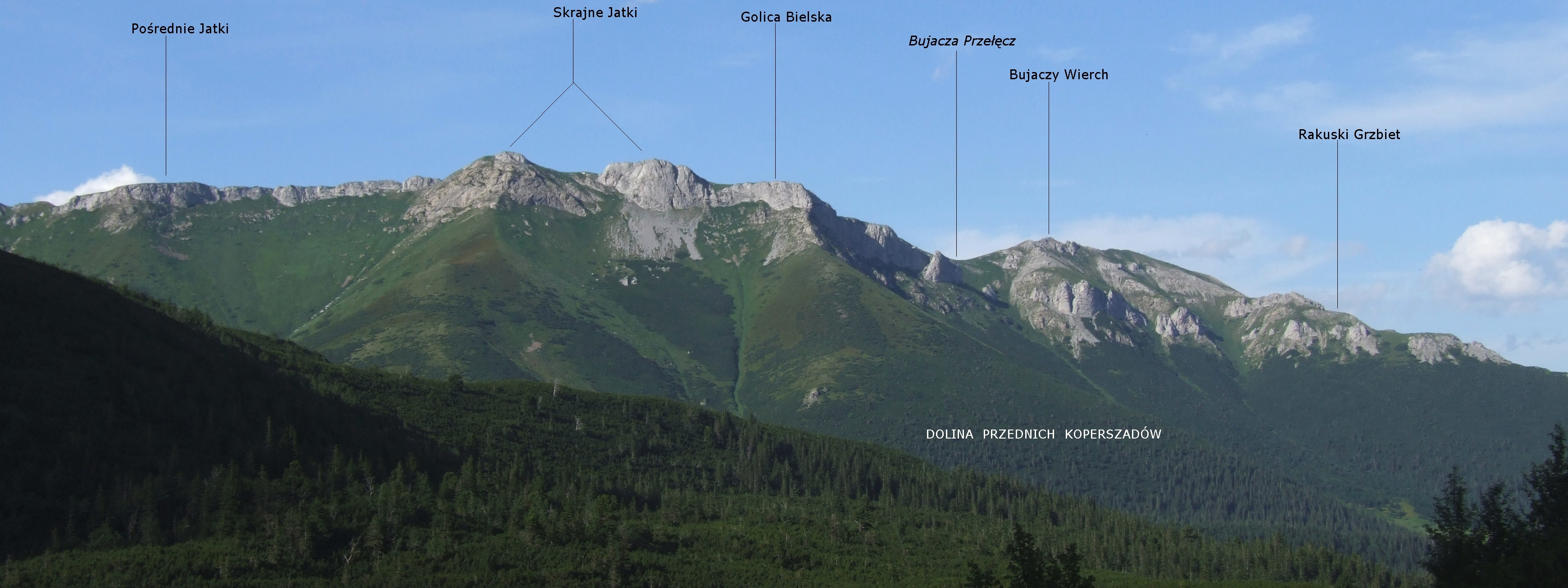
Bujaczy Wierch w grani Tatr Bielskich, widok z Jagnięcego Szczytu

Bujaczy Wierch (niem. Stiernberg, słow. Bujačí vrch, węg. Bikahegy. 1947 m) – rozłożysty masyw o długości ok. 1,3 km we wschodniej części grani głównej Tatr Bielskich na Słowacji. Jest ostatnim wysokim wzniesieniem we wschodniej części Tatr.
Nazwa Bujaczego Wierchu pochodzi od słowa bujak, oznaczającego w gwarze podtatrzańskiej byka albo buhaja, i wiąże się z hodowlą i wypasem bydła, prowadzonymi przez wiele wieków na terenie Tatr Bielskich. Nazwy tej w literaturze po raz pierwszy użył geograf Antoni Rehman.
Podawana jest różna wysokość Bujaczego Wierchu. Przyczyną tego są wznoszące się w jego zachodniej grani turniczki zwane Apostołami. Najwyższa z nich ma wysokość 1960 m i często taka wysokość podawana jest dla tego szczytu. Właściwy wierzchołek Bujaczego Wierchu to oddzielona od Apostołów płytkim siodełkiem długa, nieznacznie tylko obniżająca się ku wschodowi grań. Jej najwyższy, zachodni koniec ma wysokość 1947 m i taka jest wysokość Bujaczego Wierchu.

## Topografia
Od masywu odchodzi aż siedem grani, co jest ewenementem na skalę tatrzańską. Są to:
- główna grań Tatr Bielskich ku zachodowi. Jest w niej płytka Bujacza Przełęcz (1912 m) oddzielająca Bujaczy Wierch od Skrajnych Jatek
- północny Jagnięcy Grzbiet zakończony Rakuską Turnią
- północna grań biegnąca przez Ozielec do Tokarni
- północno-wschodnia grań Margicy
- główna grań ku wschodowi. Poprzez Kozi Grzbiet biegnie do Kobylego Wierchu
- południowy Rakuski Grzbiet

Oprócz nich na południe odgałęziają się jeszcze dwie wybitne grzędy tworzące ograniczenie Wspólnej Pastwy. Tak rozgałęziony system graniowy powoduje, że Bujaczy Wierch wznosi się nad następującymi dolinami: Mały Koszar, Dolina Jagnięca, Babia Dolina, Dolina Czarna, Dolina Sucha, Dolina do Siedmiu Źródeł i główny ciąg Doliny Kieżmarskiej.
.

## Otoczenie
Od grani opadającej na Bujaczą Przełęcz odchodzi ku północy Jagnięcy Grzbiet, który razem z granią Gołego Wierchu (1334 m), odchodzącą od szczytu na północ, ogranicza wąską i długą Dolinę Jagnięcą. Grań, w której znajduje się Goły Wierch, a dalej na północ rozległy lesisty masyw Tokarni, stanowi granicę między systemami Doliny pod Koszary oraz Doliny za Tokarnią. Górne piętro tej ostatniej stanowi Dolina Kurza, podchodząca pod szczytowe partie masywu Bujaczego Wierchu.
Na południe od szczytu odchodzi Rakuski Grzbiet, opadający do Przełęczy nad Czerwoną Glinką (ok. 1400 m). Po drugiej stronie przełęczy znajdują się zalesione szczyty Ryniasa (1473 m) oraz Steżek (1530 m). Masyw ten rozdziela Dolinę Kieżmarską i Dolinę Czarną Rakuską.
Wschodnia grań Bujaczego Wierchu rozgałęzia się i opada na dwie przełęcze. Grań główna Tatr Bielskich biegnie dalej przez Skalne Wrota, oddzielające Pomurnikową Ścianę w masywie Bujaczego Wierchu od Koziego Grzbietu i Fajksowej Czuby, natomiast bardziej na północ znajduje się odgałęzienie Bujaczego Wierchu, opadające na niewielką Kurzą Przełęcz (1700 m), za którą grań po raz kolejny się rozdwaja, tworząc Długi Wierch i Kardoliński Grzbiet. Pomiędzy Kozim Grzbietem a Długim Wierchem znajduje się Dolina Sucha.

## Opis
Masyw zbudowany jest ze skał osadowych i jest częściowo skalisty. Część północno-wschodnią tworzą triasowe wapienie i dolomity. W masywie Bujaczego Wierchu znajdują się jaskinie. W jaskini Lodowa Piwnica znajdują się lodowe stalagmity, Jaskinia Alabastrowa na północnych stokach ma korytarze o długości ponad 300 m. O znajdującą się na jego południowych stokach polanę Wspólna Pastwa trwały wielowiekowe, często krwawe spory pomiędzy Białą Spiską a Zamkiem w Niedzicy i Kieżmarkiem.
Na szczycie Bujaczego Wierchu rosną szarotki, do lat 60. XX wieku były masowo zbierane na sprzedaż.

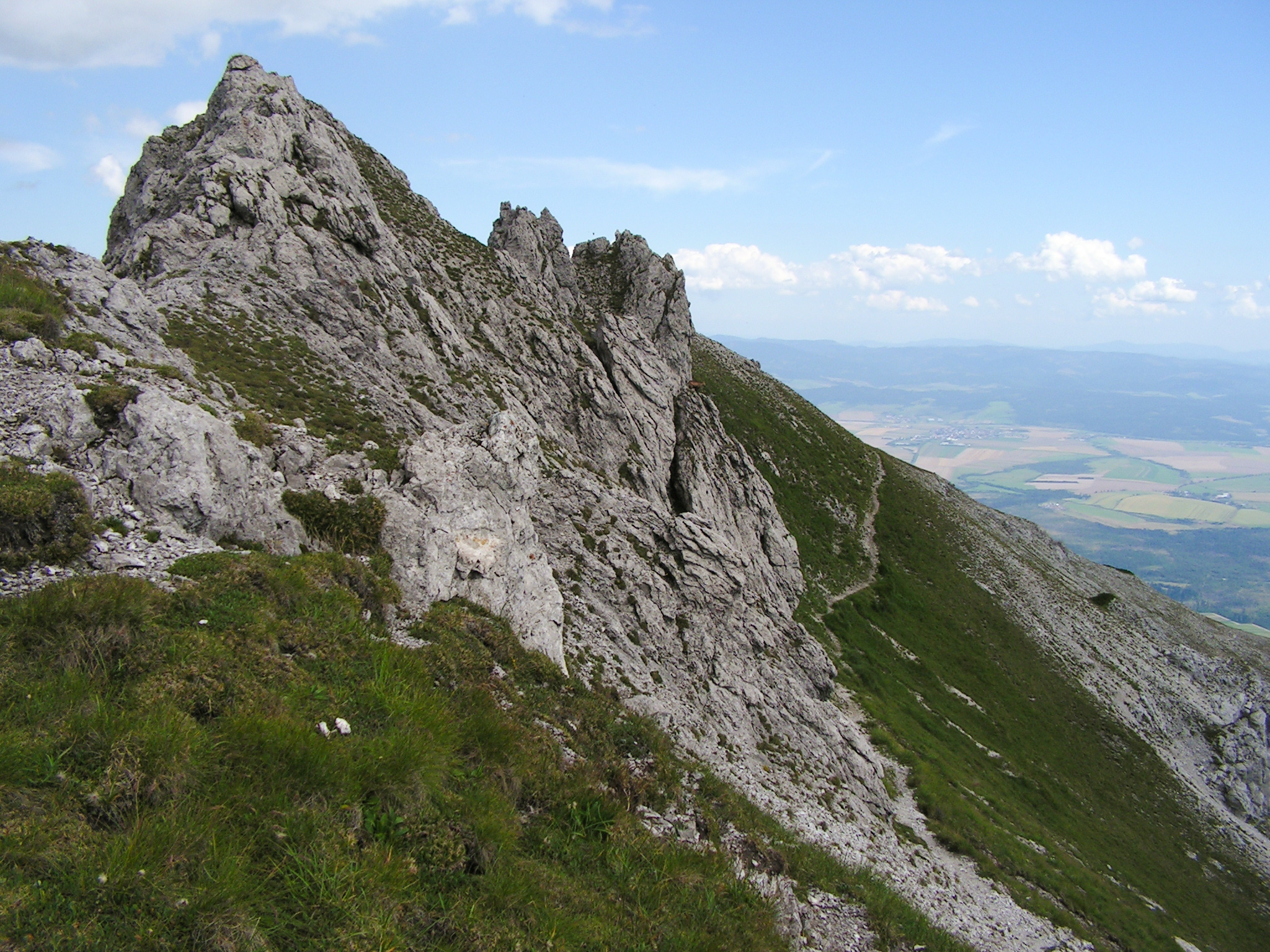
Apostoły
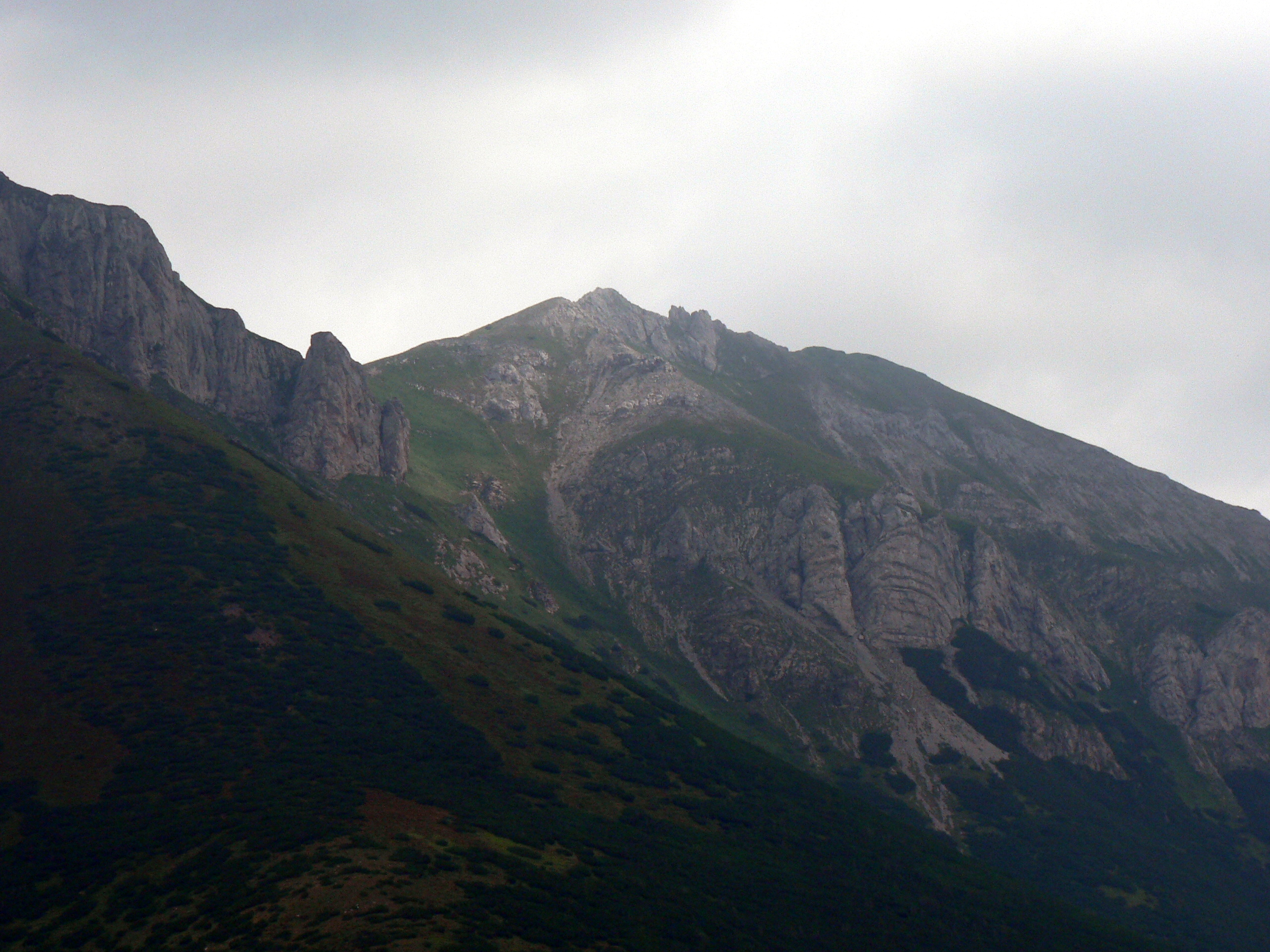
Bujaczy Wierch widziany znad Stręgacznika
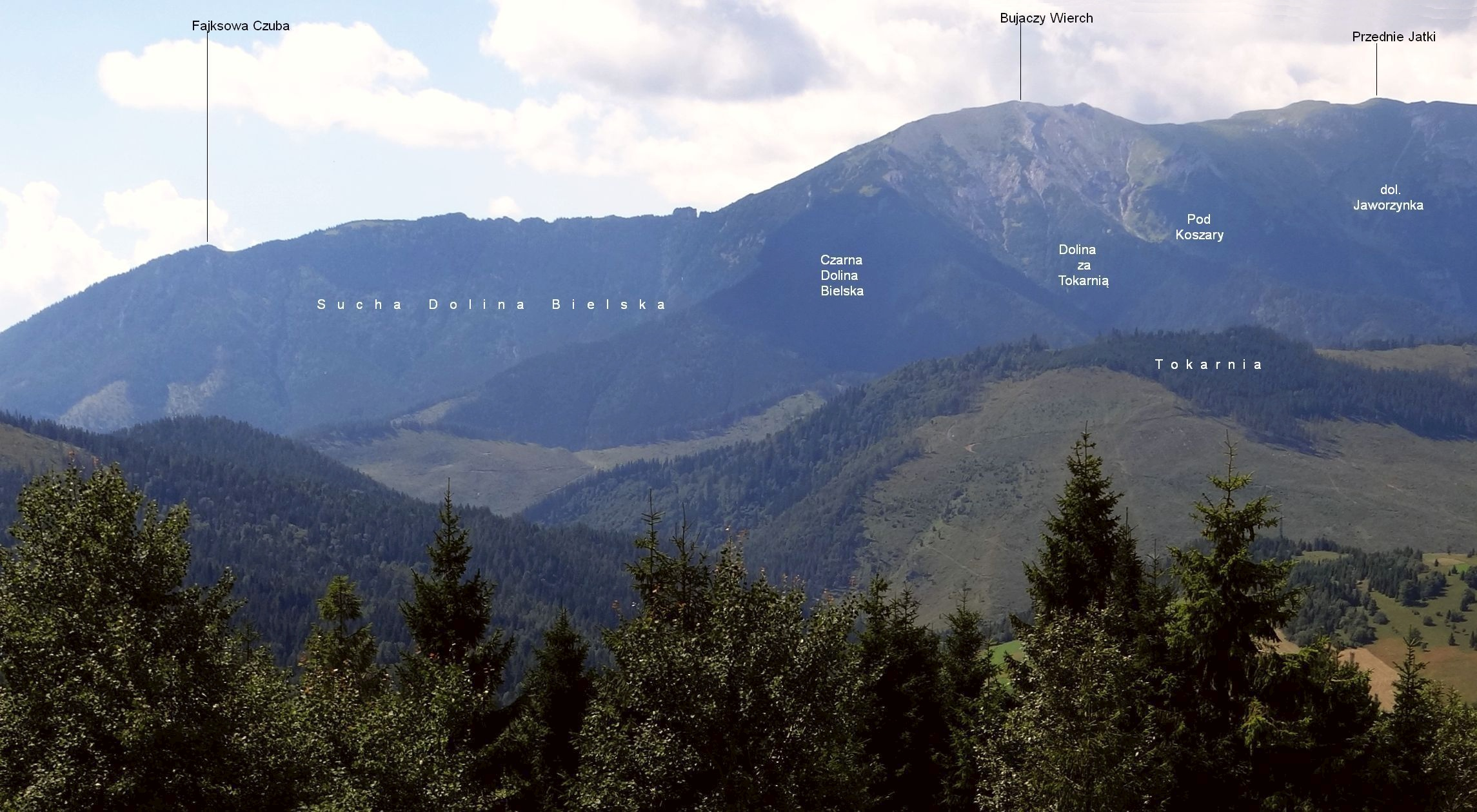
Widok z Magury Spiskiej
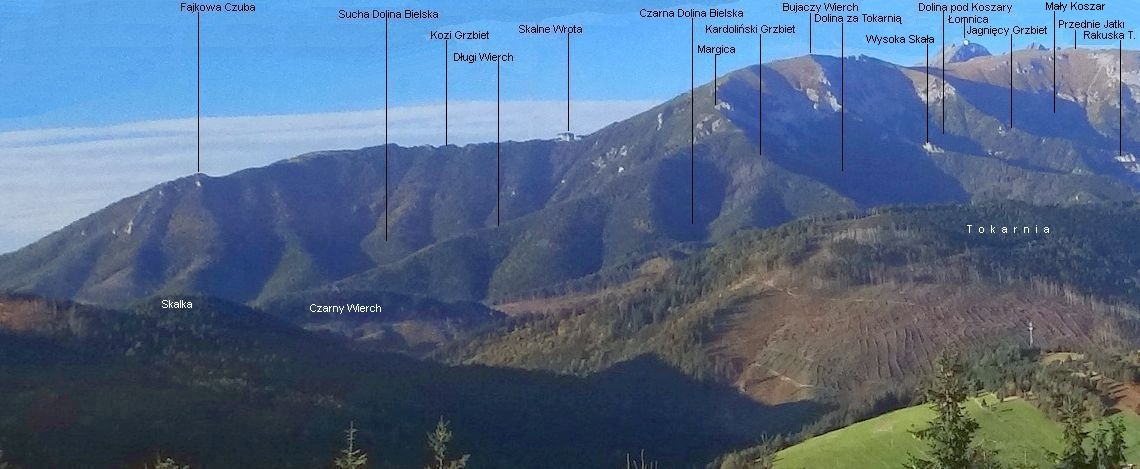
Granie i doliny na południowych stokach Bujakowego Wierchu

## Turystyka
Był penetrowany przez poszukiwaczy skarbów; ok. 1650 r. zginął na nim szukający skarbów August Kaltstein – jest to pierwsza znana z nazwiska ofiara Tatr. Na szczyt od dawna wchodzili kłusownicy. W 1813 r. był na nim znany botanik i geolog Göran Wahlenberg. Przez szczyt prowadziła do 1978 r. czerwono znakowana Magistrala Tatrzańska, obecnie zamknięta na całym odcinku prowadzącym przez Tatry Bielskie, na terenie których utworzono rezerwat ścisły. Bujaczy Wierch jest jednym z najlepszych punktów widokowych na Dolinę Kieżmarską. Dawniej jego granią prowadziła Magistrala Tatrzańska, która jednak w 1978 r. została dla turystów zamknięta.
U stóp Bujaczego Wierchu, po jego południowo-wschodniej stronie, w Dolinie do Siedmiu Źródeł znajduje się schronisko pod Szarotką – jedyny tego typu obiekt na terenie Tatr Bielskich. Schronisko znajduje się na zielonym szlaku prowadzącym z Tatrzańskiej Kotliny do Doliny Białych Stawów.